# Un chien à Montreux

Un chien à Montreux est un maxi CD posthume de Léo Ferré, paru en 2001 chez La Mémoire et la Mer. 

## Genèse
Ces quatre titres furent enregistrés par la Radio Suisse Romande, le 3 février 1973, jour de la première de Léo Ferré à Montreux.

Il est ici donné des versions inédites et alternatives au live Sur la scène... qui restitue l'intégralité du récital de 1973.
Le titre du CD fait référence à un célèbre super 45 tours de Ferré Un chien à la Mutualité paru en 1970.

## Titres
Textes et musiques de Léo Ferré.
| 1. | Le Chien           |  | 4:11  |
| 2. | Le crachat         |  | 3:40  |
| 3. | Vitrines           |  | 3:52  |
| 4. | Il n'y a plus rien |  | 16:25 |

## Musiciens
Léo Ferré est accompagné au piano par Paul Castanier.